# Farkost
- Övre vänster: Rymdfarkost – rymdfärja
- Övre höger: Luftfarkost – flygplan
- Undre vänster: Amfibiefarkost – svävare
- Undre höger: Vattenfarkost – bogserad marin lyftkran

Farkost (historiskt även fartyg, exempelvis luftfartyg) är ett fortskaffningsmedel för transport av gods och människor via land, vatten, luften eller rymden.
Ordet används ofta om anordningar som inte är konventionella transportmedel – såsom rymdfarkoster, ballonger, isjakter och diverse andra specialkonstruktioner. En farkost på land benämns ofta fordon.

## Typexempel
Exempel på farkoster är bland annat:
- Amfibiefarkost (förväxla ej med amfibiefartyg) – farkoster som utför både sjö- och landtransport, uppgjord av amfibiefordon (amfibiebilar, svävare) och amfibieflygplan (avseende dess landningsunderlag).
- Fordon (landfarkost, markfarkost) – farkoster som utför landtransport, uppgjord av bland annat hjulfordon (cyklar, bilar med mera), släpfordon (släpvagnar, släpslädar), bandfordon (helbandvagnar, halvbandvagnar), spårfordon (järnvägsfordon), snöfarkoster med mera.
- Luftfarkost (luftfartyg, flygfarkost) – farkoster som utför luftfart, uppgjord av aerostater (luftballonger, luftskepp) och aerodyner (flygplan, rotorplan), samt rymdfarkoster som startar inom jordens atmosfär
- Rymdfarkost (rymdfartyg, rymdskepp) – farkoster som utför rymdfart, uppgjord av bland annat rymdraketer, rymdfärjor, rymdskyttlar, rymdkapslar, rymdsonder.
- Snöfarkost – farkoster som utför transport i snö, uppgjord av bland annat snövesslor, snöskotrar, slädar, kälkar, sparkstöttingar, pulkor med mera.
- Vattenfarkost (sjöfartyg, sjöfarkost) – farkoster som utför sjöfart, uppgjord av bland annat skepp, båtar, ubåtar, flygbåtar, kanoter, kajaker, flottar, pråmar, pontoner med mera.

### Nationalencyklopedin
- ”farkost - Uppslagsverk”. Nationalencyklopedin (NE). ne.se. https://www.ne.se/uppslagsverk/encyklopedi/l%C3%A5ng/farkost. Läst 11 september 2020.